# Assemblage

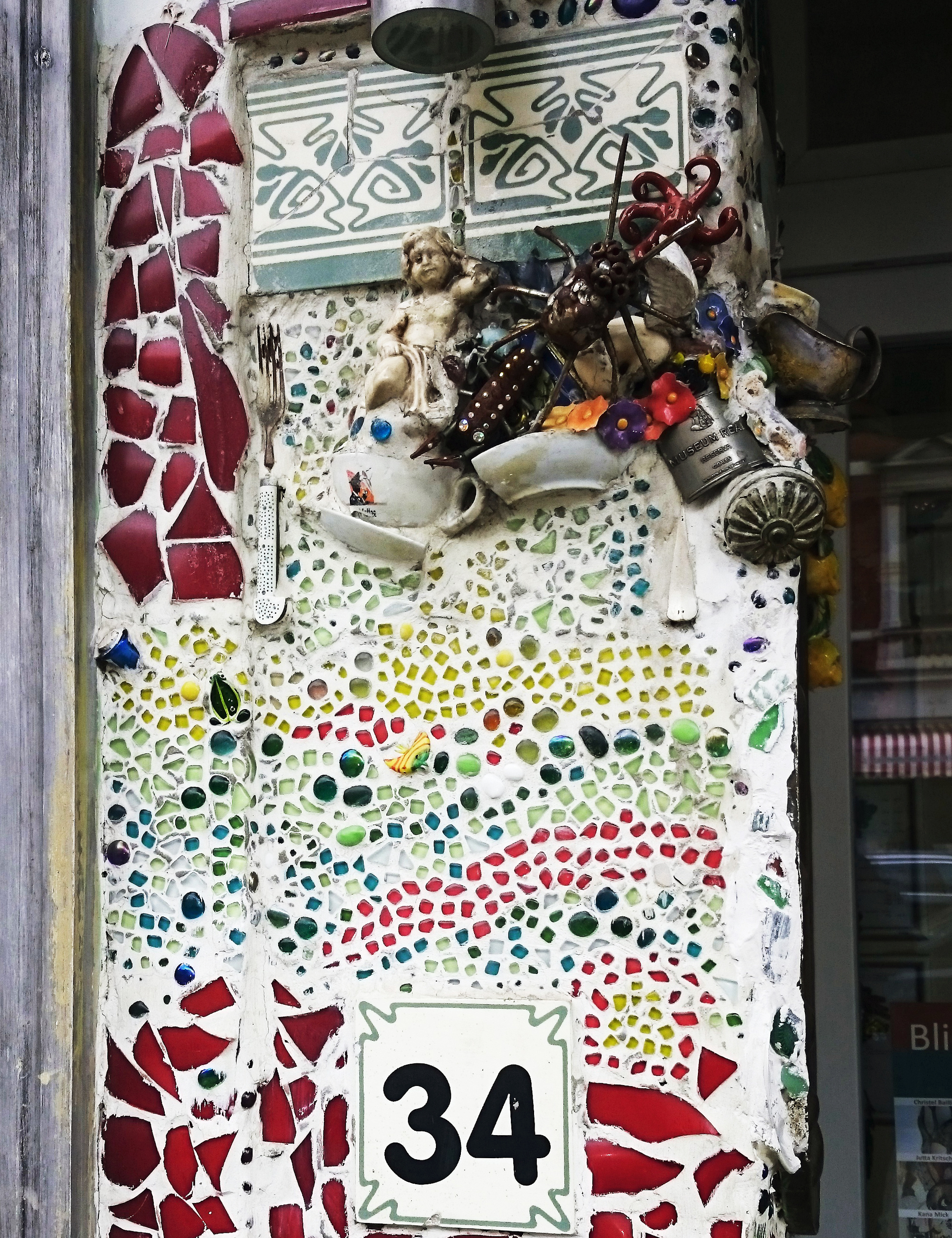
Assemblage als Teil einer Gebäudefassade (Vor dem Steintor 34, Bremen)

Assemblage (IPA: [asɑ̃ˈblaːʒə], anhörenⓘ) ist ursprünglich in der bildenden Kunst zu einem Begriff mit besonderer Bedeutung geworden, der eine Art von Kunstwerken bezeichnet: Collagen mit plastischen Objekten, die auf einer Grundplatte befestigt sind. So entstehen Kunstwerke mit reliefartiger Oberfläche. Auch dreidimensionale Objekte können als Assemblage bezeichnet werden. Der Begriff wird als Analogie auch in anderen Bereichen eingesetzt, beispielsweise in der postmodernen Philosophie.

## Kunst
In der Malerei wurde das Prinzip der Assemblage bereits im 16. Jahrhundert durch Giuseppe Arcimboldo vorweggenommen, der auf seinen Gemälden Blumen, Früchte oder Gemüse, aber auch anorganische Objekte wie Bücher zu überraschenden Porträts oder Stillleben arrangierte.
Eine frühe Form der Assemblage bildet die in der Architektur des Modernisme (Jugendstil in Katalonien) beliebte Technik des Trencadís, bei der aus großen Bruchstücken keramischer Fliesen, Marmor oder Scherben von Geschirr und Flaschen zu meist abstrakten Motiven geformt wird.
In der Bildhauerei hat vor allem Auguste Rodin ab etwa 1895 die Technik der Assemblage als innovative Arbeitsweise eingeführt. Der Künstler legte ein Reservoir von Abgüssen, Reduktionen und Vergrößerungen bereits geschaffener Werke an, aus dem er durch Neukombination von Körpern, Köpfen, Armen, Beinen und anderen skulpturalen Elementen neue Sinnzusammenhänge erschließen konnte.
Später, aber vor der kunsthistorischen Etablierung des Begriffs arbeiteten Künstler wie Marcel Duchamp, Pablo Picasso, Louise Nevelson, Wolfgang Paalen, Raoul Hausmann, Johannes Baader, Max Ernst und Elsa von Freytag-Loringhoven mit der Kombination vorgeformter natürlicher oder hergestellter Materialien, Objekte oder Fragmente.
Vor allem hat die Dada-Bewegung das Prinzip Collage im Kontext ihrer antikünstlerischen Grotesk-Gestaltungen dreidimensional erweitert – vom einzelnen Werk bis zur Installation der Ausstellungen. In einer pyramidal aufgeschichteten Mischung aus Lautgedichten, Zeitungen, Dada-Publikationen, Rädern, selbst einem Manichino erlangt das große Plasto-Dio-Dada-Drama unter dem Titel Deutschlands Größe und Untergang oder die phantastische Lebensgeschichte des Oberdada von Johannes Baader als raumgreifende Installation 1920 auf der Ersten Internationalen Dada-Messe erstmals einen eigenen Stellenwert in der Avantgarde. Sie inspirierte Kurt Schwitters überdies zu seinem Merz-Bau, einer seit 1923 wachsenden Assemblage in seinem Hannoveraner Wohnhaus, das aus den Materialien des Alltags das Gold der Kunst schmolz.
Allgemein bekannt ist Picassos Verwendung verschiedenster vorgefundener Materialien (Holz, Metall, Glas) und Gegenstände, die er zu einem neuen Ganzen zusammenfügte. Beispiele sind Picassos Stierschädel (Tête de taureau), von 1940 und 1942, eine Kombination aus Fahrradlenker und Sattel, das Absinthglas oder die Frau mit Kinderwagen. Picasso nutzte das künstlerische Verfahren bereits 1912 für dreidimensionale kubistische Konstruktionen.
Der Begriff Assemblage wurde in den 1950er Jahren von Jean Dubuffet aufgenommen, um eine seiner Werkgruppen zu bezeichnen. 1961 wurde er dann von William C. Seitz, einem der Kuratoren der MoMA-Ausstellung The Art of Assemblage, übernommen. Infolge dieser stark rezipierten Ausstellung ist der Begriff in die kunstgeschichtliche Literatur eingegangen.
Künstler wie Alberto Burri, Louise Bourgeois, Joseph Cornell, Edward Kienholz, Louise Nevelson, Martial Raysse, Hans Salentin und Kurt Schwitters nahmen diese Weiterentwicklung der Collage in ihr Werk auf.
Daniel Spoerri entwickelte seine Fallenbilder als Assemblagen, Robert Rauschenberg verband Assemblage mit Malerei zu Combine Paintings, während Christo und Jeanne-Claude die Assemblage zur Verpackungskunst weiterentwickelten. Auch die Akkumulation der Nouveaux Réalistes kann als Weiterentwicklung oder verwandtes Phänomen gesehen werden. Wolf Vostell begann Ende der 1950er Jahre Fernsehgeräte in seine Objektbilder zu integrieren. Er schuf Skulpturen, bei denen Malerei, Autoteile, Fernseher, Videokameras und Monitore verbunden wurden.

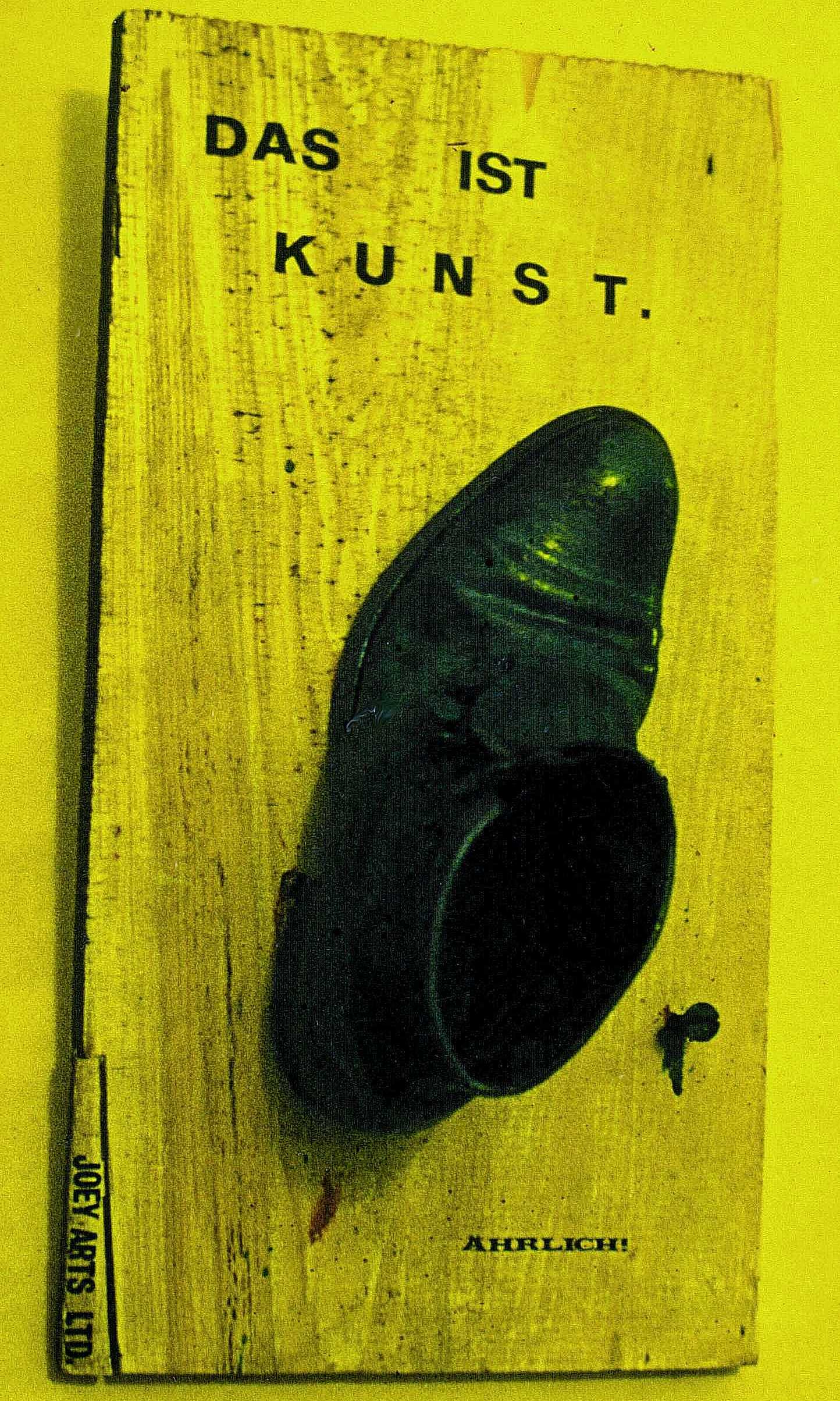
Werner Stürenburg, Nr. 5, 1968
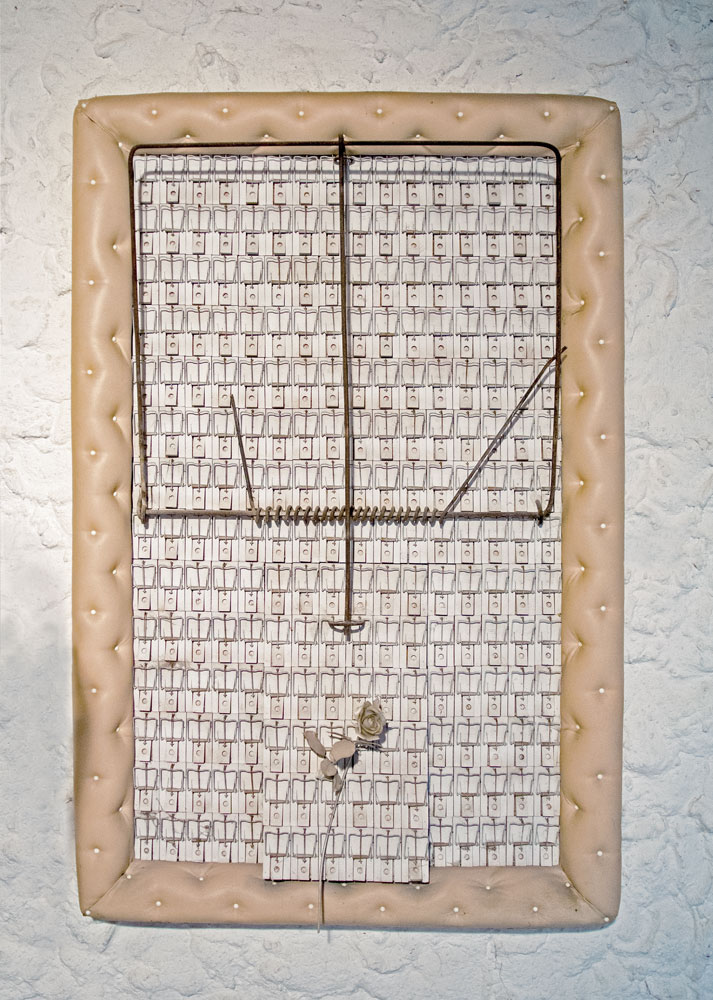
Lubo Kristek, Entlärmte Ästhetik des Luxuriesens, 1976

## Philosophie
Die französischen Autoren Gilles Deleuze (1925–1995) und Félix Guattari (1930–1992) haben um den Begriff der „Gefüge“ (Gilles Deleuze, Félix Guattari: Tausend Plateaus, Berlin 1992, S. 698–700.) (i.O. „Agencements“ (Gilles Deleuze, Félix Guattari: Mille Plateaus, Paris 1980, S. 629–630.), ins Englische mit „Assemblages“ (Gilles Deleuze, Félix Guattari: A Thousand Plateaus, Minneapolis 1987, S. 503–505.) übertragen) eine philosophische Theorie konstruiert: Sie verstehen unter Gefügen keine Ansammlungen von Gleichartigem, sondern „ungeformte Materien, destratifizierte Kräfte und Funktionen“ (Gilles Deleuze, Félix Guattari: Tausend Plateaus, Berlin 1992, S. 699.). Damit vertreten sie die These, dass bestimmte Mixturen technischer und administrativer Praktiken neue Räume erschließen und verständlich machen, indem sie Territorien dechiffrieren und neu kodieren. Der mexikanische Philosoph Manuel De Landa (* 1952) hat diese Sichtweise in einer Theorie der Assemblage weiterentwickelt. Hingegen verwendet die US-amerikanische Soziologin und Wirtschaftswissenschaftlerin Saskia Sassen den Begriff nicht zur Theoriebildung, sondern in einer deskriptiven Weise.

### Bildende Kunst
- Hanne Bergius: Das Lachen Dadas. Die Berliner Dadaisten und ihre Aktionen. Anabas-Verlag, Gießen 1989, ISBN 978-3-87038-141-7.
- Hanne Bergius: Montage und Metamechanik. Dada Berlin – Ästhetik von Polaritäten (mit Rekonstruktion der Ersten Internationalen Dada-Messe und Dada-Chronologie). Gebr. Mann Verlag, Berlin 2000, ISBN 978-3-7861-1525-0.
- Hanne Bergius: Dada Triumphs! Dada Berlin, 1917–1923. Artistry of Polarities. Montages – Metamechanics – Manifestations. Übersetzt von Brigitte Pichon. Vol. V of the ten editions of Crisis and the Arts. The History of Dada, hrsg. von Stephen Foster, Thomson / Gale, New Haven, Conn. u. a. 2003, ISBN 978-0-8161-7355-6.
- William C. Seitz: The Art of Assemblage. Ausstellung. The Museum of Modern Art, New York 1961.
- Stephan Geiger: The Art of Assemblage. The Museum of Modern Art, 1961. Die neue Realität der Kunst in den frühen sechziger Jahren. Zugleich: Dissertation, Universität Bonn 2005. Schreiber, München 2008, ISBN 978-3-88960-098-1.

### Philosophie
- Taylor Webb: Teacher Assemblage. Sense Publishers, United States 2009, ISBN 978-90-8790-779-2.
- Dominik Nagl: No Part of the Mother Country, but Distinct Dominions. Rechtstransfer, Staatsbildung und Governance in England, Massachusetts und South Carolina, 1630–1769. LIT, Berlin 2013, ISBN 978-3-643-11817-2, S. 26–29 (Online).